# 純矢ちとせ
純矢 ちとせ（じゅんや ちとせ、7月22日 - ）は、日本の女優。元宝塚歌劇団宙組の娘役スター。
東京都港区、東洋英和女学院高等部出身。身長164cm。愛称は「せーこ」。
タカラヅカ・ライブ・ネクスト所属。

## 来歴
2001年、宝塚音楽学校入学。
2003年、宝塚歌劇団に89期生として入団。入団時の成績は5番。月組公演「花の宝塚風土記／シニョール ドン・ファン」で男役として初舞台。その後、雪組に配属。
2005年12月3日付で娘役へと転向。
2006年の「やらずの雨」でバウホール公演初ヒロイン。
2008年3月31日付で宙組へと組替え。
2009年の「逆転裁判2」（バウホール・赤坂ACTシアター公演）で、東上公演初ヒロイン。
2010年の「誰がために鐘は鳴る」で、初のエトワールに抜擢。その後も4度に渡ってエトワールを務める。
確かな演技力と歌唱力を持つ実力派娘役として活躍したが、2019年7月21日、「オーシャンズ11」東京公演千秋楽をもって、宝塚歌劇団を退団。
退団後は舞台を中心に活動を続けている。
2021年に自身のインスタグラムで結婚したことを公表。

## 宝塚歌劇団時代の主な舞台

### 初舞台
- 2003年4 - 5月、月組『花の宝塚風土記（ふどき）』『シニョール ドン・ファン』（宝塚大劇場のみ）[7][2]

### 雪組男役時代
- 2003年8 - 12月、『Romance de Paris』『レ・コラージュ』
- 2004年1 - 2月、『Romance de Paris』『レ・コラージュ』（中日劇場）
- 2004年4 - 7月、『スサノオ』『タカラヅカ・グローリー!』
- 2004年11 - 2005年2月、『青い鳥を捜して』『タカラヅカ・ドリーム・キングダム』
- 2005年4月、『さすらいの果てに』（バウホール） - カーメス
- 2005年6 - 10月、『霧のミラノ』 - 新人公演：ベッポ（本役：柊巴）『ワンダーランド』
- 2005年11 - 12月、『DAYTIME HUSTLER』（バウホール・日本青年館） - マーチン

### 雪組娘役時代
- 2006年2 - 5月、『ベルサイユのばら-オスカル編-』 - 新人公演：クレサンティーム（本役：涼花リサ）
- 2006年6月、『やらずの雨』（バウホール） - お初 バウ初ヒロイン[3][1][7]
- 2006年9 - 12月、『堕天使の涙』 - 新人公演：アデーラ（本役：天勢いづる）『タランテラ!』
- 2007年2月、『星影の人』 - 安紀『Joyful!!II』（中日劇場）
- 2007年5 - 8月、『エリザベート』 - 女官、新人公演：マダム・ヴォルフ（本役：晴華みどり）
- 2007年9 - 10月、『星影の人』 - 安紀『Joyful!!II』（全国ツアー）
- 2008年1 - 3月、『君を愛してる-Je t'aime-』 - ムゼッタ、新人公演：セリメーヌ・ドビルパン（本役：大月さゆ）『ミロワール』

### 宙組娘役時代
- 2008年6 - 7月、『殉情（じゅんじょう）』（バウホール） - お蘭
- 2008年9 - 12月、『Paradise Prince（パラダイス プリンス）』 - アン、新人公演：ローズマリー・メンフィールド（本役：美穂圭子）『ダンシング・フォー・ユー』
- 2009年2 - 3月、『逆転裁判 -蘇る真実-』（バウホール・日本青年館） - モニカ・クライド[7]
- 2009年4 - 7月、『薔薇に降る雨』 - 新人公演：ヘレン（本役：美羽あさひ）『Amour それは…』
- 2009年8 - 9月、『逆転裁判2 -蘇る真実、再び…-』（バウホール・赤坂ACTシアター） - ルーチェ・アレイア 東上初ヒロイン[3][1][7]
- 2009年11 - 2010年2月、『カサブランカ』 - イヴォンヌ、新人公演：コリーナ・ムラ（本役：鈴奈沙也）[8]
- 2010年3 - 4月、『シャングリラ-水之城-』（ドラマシティ・日本青年館） - 霧
- 2010年5 - 8月、『TRAFALGAR（トラファルガー）』 - ジュゼッピーナ・グラッシーニ『ファンキー・サンシャイン』
- 2010年9月、蘭寿とむコンサート『“R”ising!!』（バウホール・昭和女子大学人見記念講堂）
- 2010年11 - 2011年1月、『誰がために鐘は鳴る』 - ローサ 初エトワール[8]
- 2011年3月、『ヴァレンチノ』（ドラマシティ） - アラ・ナジモヴァ[8][7]
- 2011年5 - 8月、『美しき生涯』 - さぎり『ルナロッサ』[8]
- 2011年8月、『ヴァレンチノ』（日本青年館） - アラ・ナジモヴァ[8][7]
- 2011年10 - 12月、『クラシコ・イタリアーノ』 - パメラ・ミッソーニ『NICE GUY!!』
- 2012年2月、『仮面のロマネスク』 - ヴィクトワール『Apasionado!!II』（中日劇場） エトワール
- 2012年4 - 7月、『華やかなりし日々』 - アンナ・ヘルド『クライマックス』
- 2012年8 - 11月、『銀河英雄伝説@TAKARAZUKA』 - ジェシカ・エドワーズ[8]
- 2013年1月、『銀河英雄伝説@TAKARAZUKA』（博多座） - ジェシカ・エドワーズ
- 2013年3 - 6月、『モンテ・クリスト伯』 - エロイーズ『Amour de 99!!-99年の愛-』
- 2013年7 - 8月、『うたかたの恋』 - マリンカ／シュターレイ夫人『Amour de 99!!-99年の愛-』（全国ツアー）
- 2013年9 - 12月、『風と共に去りぬ』 - スカーレットII[注釈 1]／メイベル[注釈 1][3][7]
- 2014年2 - 3月、『翼ある人びと-ブラームスとクララ・シューマン-』（ドラマシティ・日本青年館） - イーダ・フォン・ホーエンタール
- 2014年5 - 7月、『ベルサイユのばら-オスカル編-』 - オルタンス
- 2014年9月、『SANCTUARY（サンクチュアリ）』（バウホール） - カトリーヌ・ド・メディチ
- 2014年11 - 2015年2月、『白夜の誓い -グスタフIII世、誇り高き王の戦い-』 - エカテリーナ・アレクセーエヴナ『PHOENIX 宝塚!!-蘇る愛-』[3][7]
- 2015年3 - 4月、『TOP HAT』（梅田芸術劇場・赤坂ACTシアター） - マッジ・ハードウィック[3][7]
- 2015年6 - 8月、『王家に捧ぐ歌』 - 女官ワーヘド エトワール[1]
- 2015年10月、『相続人の肖像』（バウホール） - ヴァネッサ
- 2016年1 - 3月、『Shakespeare〜空に満つるは、尽きせぬ言の葉〜』 - ヘンリー・コンデル『HOT EYES!!』
- 2016年5月、『王家に捧ぐ歌』（博多座） - ファトマ エトワール[1]
- 2016年7 - 10月、『エリザベート-愛と死の輪舞（ロンド）-』 - 皇太后ゾフィー[3][7]
- 2016年11 - 12月、『バレンシアの熱い花』 - セレスティーナ侯爵夫人『HOT EYES!!』（全国ツアー）
- 2017年2 - 4月、『王妃の館-Château de la Reine-』 - 早見リツ子『VIVA! FESTA!』
- 2017年6月、『A Motion（エース モーション）』（梅田芸術劇場・文京シビックホール）
- 2017年8 - 11月、『神々の土地』 - ジナイーダ・ユスポワ『クラシカル ビジュー』
- 2018年1月、『不滅の棘（とげ）』（ドラマシティ・日本青年館） - タチアナ
- 2018年3 - 6月、『天（そら）は赤い河のほとり』 - ナキア『シトラスの風-Sunrise-』[3][7]
- 2018年10 - 12月、『白鷺（しらさぎ）の城（しろ）』 - 白拍子（任氏）『異人たちのルネサンス』 - クラリーチェ
- 2019年2月、『黒い瞳』 - エカテリーナII世『VIVA! FESTA! in HAKATA』（博多座）
- 2019年4 - 7月、『オーシャンズ11』 - クィーン・ダイアナ 退団公演[1][7][2]

### 出演イベント
- 2003年6月、TCAスペシャル2003『ディア・グランド・シアター』
- 2003年9月、『レビュー記念日』
- 2003年10月、樹里咲穂コンサート『JUBIEE-S』[12]
- 2004年7月、宝塚巴里祭2004『ボンジュール・パリ』[13]
- 2004年10月、第45回『宝塚舞踊会』
- 2005年12月、『花の道 夢の道 永遠の道』
- 2006年8月、『雪組エンカレッジ・コンサート』[14]
- 2006年10月、第47回『宝塚舞踊会』
- 2008年7月、『宝塚巴里祭2008』[15]
- 2009年12月、タカラヅカスペシャル2009『WAY TO GLORY』
- 2010年12月、タカラヅカスペシャル2010『FOREVER TAKARAZUKA』
- 2012年5月、大空祐飛ディナーショー『YUHizm』[16]
- 2012年12月、タカラヅカスペシャル2012『ザ・スターズ!〜プレ・プレ・センテニアル〜』
- 2014年4月、宝塚歌劇100周年 夢の祭典『時を奏でるスミレの花たち』[注釈 2]
- 2014年12月、タカラヅカスペシャル2014『Thank you for 100 years』
- 2015年9月、第53回『宝塚舞踊会』[17]
- 2015年12月、タカラヅカスペシャル2015『New Century，Next Dream』
- 2016年12月、タカラヅカスペシャル2016『Music Succession to Next』
- 2017年12月、タカラヅカスペシャル2017『ジュテーム・レビュー-モン・パリ誕生90周年-』
- 2018年2月、『宙組誕生20周年記念イベント』
- 2018年7月、『宝塚巴里祭2018』[18]

## 宝塚歌劇団退団後の主な活動

### 舞台
- 2020年1 - 2月、『サクラヒメ』（南座） - サクラヒメ[3][1][2]
- 2021年1 - 2月、『ポーの一族』（梅田芸術劇場・東京国際フォーラム・御園座） - レイチェル[19][1][2]
- 2021年4月、『エリザベート TAKARAZUKA25周年スペシャル・ガラ・コンサート』（梅田芸術劇場・東急シアターオーブ） - 皇太后ゾフィー[20][2]

## TV出演
- 2007年12月、フジテレビ『2007 FNS歌謡祭』
- 2011年12月、フジテレビ『2011 FNS歌謡祭』
- 2014年1月、フジテレビ『SMAP×SMAP』 - スマ進ハイスクール
- 2017年12月、フジテレビ『2017 FNS歌謡祭 第1夜』

## 受賞歴
- 2016年、『阪急すみれ会パンジー賞』 - 助演賞[21]